# Madonna University
La Madonna University è un'università privata di indirizzo cattolico con sede a Livonia, nello stato americano del Michigan.
Le origini dell'università si ricollegano con quelle della Presentation of the Blessed Virgin Mary Junior College, aperto dalle Suore di San Felice da Cantalice nel 1937. Prese il nome di Madonna College nel 1947 e di Madonna University nel 1991.